# Zoaga
Zoaga là một tổng của tỉnh Boulgou ở phía đông Burkina Faso. Thủ phủ của tổng này là thị xã Zoaga. Theo điều tra dân số năm 1996, tổng này có dân số 11.295 người.

## Các thị xã và các làng
- Zoaga (2 395 dân) (thủ phủ)
- Bingo (1 119 dân)
- Bougre De Zoaga (1 485 dân)
- Bourma De Zoaga (787 dân)
- Dawega (501 dân)
- Koukoadore (150 dân)
- Mong-Naba (832 dân)
- Pakoungou (786 dân)
- Pargou (1 180 dân)
- Tabissi (167 dân)
- Zame (829 dân)
- Zerboko (496 dân)
- Zoaga-Peulh (361 dân)
- Zoaga-Yarce (207 dân)